# Єремєєв Володимир Сергійович
Єремєєв Володимир Сергійович (нар. 15 лютого 1938, Грозний) — науковець-металофізик. Доктор технічних наук (1986), професор (1992), професор кафедри інформатики і кібернетики Мелітопольського державного педагогічного університету імені Богдана Хмельницького.

## Біографічні відомості
У 1961 році закінчив Московський інженерно-фізичний інститут. Відтоді працював у Подольському навчально-дослідницькому технологічному інституті (Московська область, Подольськ).
У 1961—1985 працював у науково-виробничому об'єднанні «Промінь» м. Подольськ Московської обл..
З 1985 по 1990 — провідний науковий співробітник об'єднаної експедиції на Семипалатинському полігоні (Казахстан).
З 1990 по 1995 — завідувач кафедри прикладної математики і обчислювальної техніки Таврійської агротехнічної академії (м. Мелітополь).
З 1995 — завідувач кафедри інформатики та кібернетики Мелітопольського педагогічного університету.
Від 2005 — декан факультету інформатики і математики Мелітопольського педагогічного університету.
З 1 вересня 2014 року по 22 червня 2015 року був виконуючим обов'язки директора інформаційно-комп'ютерного центру.
З 2014 року — професор кафедри інформатики і кібернетики Мелітопольського державного педагогічного університету імені Богдана Хмельницького.

## Наукова діяльність
У 1968 році захистив кандидатську дисертацію, здобувши ступінь кандидата фізико-математичних наук, в 1986 році — докторську, отримавши ступінь доктора технічних наук. Дослідження присвячено математичному моделюванню тепломасопереносу в твердих тілах. Розробив основи феноменологічної теорії дифузії в металевих сплавах.
Нині наукові інтереси полягають у площині розробки програмних засобів для забезпечення навчального процесу та використання інформаційних технологій в науці і освіті.
Працює у складі спеціалізованої вченої ради К 18.053.02 за спеціальністю 05.01.01 — прикладна геометрія, інженерна графіка.
Має більше 20 років досвіду роботи в університеті викладачем комп'ютерних наук, 55 років досвіду роботи спеціалістом з математичного моделювання, понад 150 наукових та навчально-методичних праць.

## Основні наукові публікації
- Феноменологический анализ диффузии в металлических сплавах // Физика металлов и металловедение. — 1976. — Т. 42, — № 2.
- Диффузия и напряжение. — М.: Энергоатомиздат, 1984.
- Об'єктно-орієнтоване програмування: навч. посіб. для студ-тів вищих навч. закладів / В. С. Єремєєв, О. Г. Тюрін, Т. В. Тюріна . — К. : Фітосоціоцентр, 2006. — 149 с.
- Програмування на мові Турбо Паскаль. — К.: Фітосоціоцентр, 2006. — 294 с.
- Схемотехника ЭВМ: учеб. пособ. для студ-тов спец. «Информатика». / В. С. Еремеев, А. Я. Чураков, М. Н. Соловьева — Мелитополь: Люкс, 2006. — 207 с.
- Теорія ймовірностей та математична статистика. Навчальний посібник. / В. С. Єремєєв, Д. О. Сосновських, О. В. Тітова. — Мелитополь: ТОВ «Видавничий будинок», 2009. — 187 с.
- Теорія планування та обробки експерименту: Навчальний посібник / В. С. Єремєєв, Г. М. Ракович. — Мелітополь: МДПУ ім. Б. Хмельницького, 2012. — 92 с.
- Концепція інтелектуальної системи інформаційного та когнітивного супроводу функціонування національної рамки кваліфікацій / В. В. Осадчий, К. П. Осадча, В. С. Єремєєв, С. В. Шаров. — Системи обробки інформації, 2015. — С. 88-92.

## Досягнення
- Почесна грамота ОЕ Семипалатинського ядерного полігону за великий внесок в НДР підприємства (1990)
- Грамота Мелітопольської міської ради за підготовку переможців Всеукраїнського конкурсу НДР учнів МАН України (2002)
- Грамота Верховної ради України за заслуги перед Українським народом (2004)
- Почесна грамота управління освіти і науки Запорізької обласної державної адміністрації (2006)
- Почесна грамота Запорізької обласної ради (2007)
- Почесна грамота управління освіти і науки Запорізької обласної державної адміністрації (2007)
- Відмінник освіти України (2008)
- Грамота Міністерства освіти і науки України (2009)
- Почесна грамота виконавчого комітету Мелітопольської міської ради Запорізької області за самовіддану подвижницьку роботу зі здібними та обдарованими учнями міста[7] (2010)
- Орден 1 ступеня за заслуги перед Запорізьким краєм (2013)
- Подяка Запорізької обласної державної адміністрації (2016)